# Tyskertøs
Tyskertøs (Plural: tyskertøser; deutsch etwa: „Deutschenflittchen“), im Norwegischen auch tyskerjente („Deutschenmädchen“) genannt, war ein abwertender Begriff, der insbesondere in Norwegen für Norwegerinnen verwendet wurde, die ein Liebesverhältnis mit deutschen Soldaten während der deutschen Besatzung im Zweiten Weltkrieg hatten. Im weiteren Sinne bezieht sich die Bezeichnung in Norwegen nicht nur auf Frauen aus dem eigenen Land, sondern auch aus anderen Ländern, die von deutschen Soldaten während des Krieges besetzt waren. Kinder aus diesen Beziehungen wurden abwertend als tyskerbarna („Deutschenkinder“) oder tyskerunger bezeichnet, etwas weniger abwertend war der Ausdruck krigsbarna („Kriegskinder“). Den Frauen wurde vorgeworfen, mit dem Feind zusammenzuarbeiten, weshalb sie oft als Kollaborateure bezeichnet wurden. Nach dem Krieg wurde ein Teil der sogenannten Tyskertøser Opfer von umfassenden und groben Racheaktionen und Übergriffen. Frauen, die mit deutschen Männern verheiratet waren, verloren größtenteils ihre norwegische Staatsbürgerschaft, wurden interniert und nach Deutschland geschickt.
In Oslo wurde auf deutsche Initiative hin eine Kartei über Frauen eingerichtet, die sich mit Geschlechtskrankheiten ansteckten. In der Hauptstadt beschäftigten sich sechs Frauen und zwei Männer ausschließlich mit „Verstößen gegen die Moral, Anständigkeit und ehrbare Lebensführung“ (sedelighetssaker) während des Krieges. Die Deutschen assistierten der norwegischen Polizei bei Razzien, nach denen einzelne Frauen zwangsuntersucht wurden. Die Aktionen richteten sich nicht gegen die Prostitution. Sie waren als Teil der Bekämpfung von Geschlechtskrankheiten gedacht. Norwegische Behörden nutzten nach Kriegsende die Kartei, um Personen aufzuspüren, die mit Deutschen zusammen gelebt hatten.
Im Oktober 2018 entschuldigte sich die norwegische Regierung offiziell für die Diskriminierung dieser Frauen.

## Hintergrund der Frauen
Die Beziehungen zwischen norwegischen Frauen und deutschen Soldaten variierten von reinen Liebesbeziehungen bis zu opportunistischen Verbindungen, bei denen die Frauen Macht und Prestige erreichen wollten, auch weil sie dann keine Überwachung von Mitgliedern oder Sympathisanten der norwegischen Nasjonal Samling befürchteten. Aus den Archiven des Internierungslagers Hovedøya ist bekannt, dass viele der Frauen aus ärmlichen Verhältnissen und ländlichen Gegenden stammten und oft nur eine mangelhafte Schul- und Ausbildung genossen hatten. Über die Hälfte der Frauen auf Hovedøya war zwischen 15 und 24 Jahre alt, weitere 23 % unter 30.
Der Forscher Kari Helgesen durchforschte das Polizeiarchiv von Molde aus dem Sommer 1945 und schlussfolgerte, dass die durchschnittliche Tyskertøs aus Molde etwa 1921 geboren war, aus einer Landkommune in der Nähe von Molde kam und aus einem Elternhaus mit bescheidener Ökonomie stammte. Der Vater war meist Fischer oder Bauer, sie selbst genoss außer der Volksschule keine Ausbildung und arbeitete als Haushaltshilfe in einer Stadt oder Vorstadt im heimatlichen Fylke. Aus beigelegten Fotografien ging hervor, dass die Frauen ein durchschnittliches Aussehen besaßen.

## Einstellung der Wehrmacht
Die Wehrmacht konnte sich mit diesen Verhältnissen nicht anfreunden, und wenn nichtdeutsche Frauen nach ihren verschwundenen deutschen Geliebten und Verlobten nachfragten, antworteten die Militärbehörden regelmäßig, dass der Mann vermisst sei, selbst wenn er beispielsweise in Wirklichkeit zuhause verheiratet war. Die deutsche Eheverordnung vom 7. Mai 1940, die in der Wehrmacht galt, verbot die Ehe mit ausländischen Frauen während der Zeit des Krieges. Nach der Besetzung Dänemarks, Norwegens, der Niederlande und Belgien wurde die Verordnung nach einem „Führererlass“ geändert. Danach durften sich deutsche Soldaten mit „rassenverwandten“ Personen in den Niederlanden, in Norwegen, Dänemark und Schweden verheiraten. Ehen mit samischen Frauen waren dagegen ausgeschlossen. Ab 1942 wurde die Eheverordnung verschärft. Danach war eine Ehe und die Fortpflanzung nur innerhalb des deutschen Volkes erwünscht, da nach deutschen Vorstellungen „hunderttausende frische, deutsche Frauen und leider auch zahlreiche junge Soldatenwitwen warteten.“

## SS und die Lebensbornkinder
Gemäß Heinrich Himmler waren norwegische Frauen willkommene „Mütter von gutem Blut“, aber „selbst mit bestem Willen nicht imstande, dem deutschen Gedankengang zu folgen“, weshalb sie für eine eventuelle Ehe mit einem Deutschen umzuschulen seien. Bereits im Mai 1940 sagte ein SS-Arzt, dass man für die „rassemäßig zurückliegenden“ süddeutschen Regionen Genmaterial aufwerten könne, indem man im großen Stil norwegische Frauen dorthin umsiedelt. Himmler wünschte sich, den sogenannten „arischen“ Frauen, die ein Kind von einem Deutschen erwarteten, eine Alternative zur Abtreibung anzubieten (die im Dritten Reich ab 1943 mit der Todesstrafe geahndet wurde), und hatte 1935 das Lebensborn-Programm ins Leben gerufen, das in Norwegen 1941 errichtet wurde. Etwa 1200 der 8000 Kinder aus dem norwegischen Lebensborn-Register wurden in norwegischen Entbindungsheimen des Lebensborn-Vereins geboren. Das sind rund ein Zehntel der insgesamt 12000 in Norwegen aktenkundig gewordenen sogenannten Kriegskinder.

## Repressalien

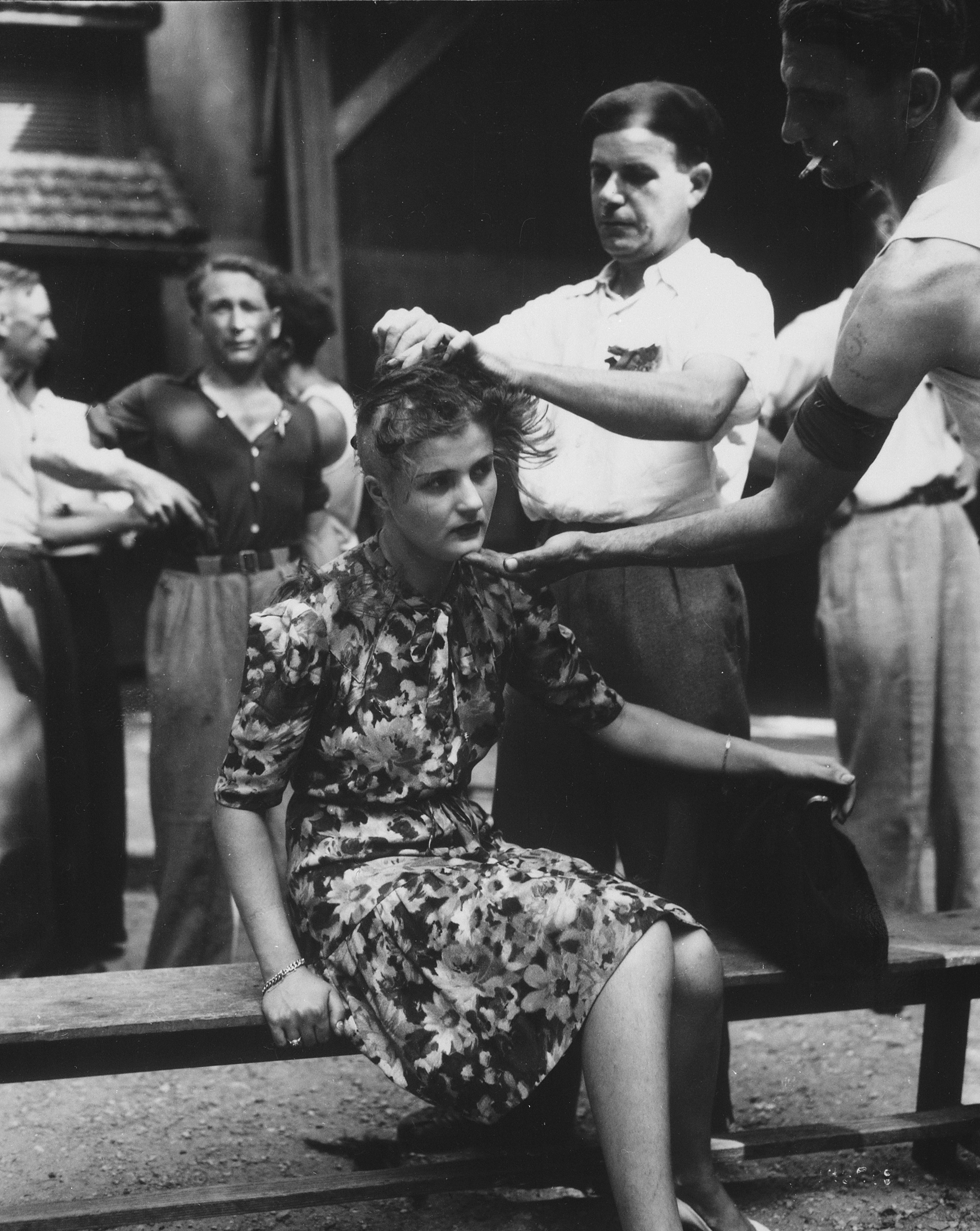
Brandmarkung einer tondue („Geschorene“) durch Abrasieren der Haare im französischen Montélimar im August 1944

Bereits im September 1940 registrierte die dänische Polizei, dass Frauen ihr Haar abrasiert wurde, weil sie eine Beziehung mit einem Deutschen eingegangen waren, was als eine der ersten Widerstandshandlungen gegen die Besatzung angesehen werden kann. In Frankreich, wo das Phänomen verbreiteter war als in den nordischen Ländern, wurden diese Frauen les tondues („die Geschorenen“) genannt. Gertrude Stein schrieb in ihrem Buch Kriege, die ich gesehen habe: «Heute steht das Dorf auf dem Kopf, weil sie das Haar der Mädchen schneiden werden, die während der Besatzung zusammen mit Deutschen waren, sie nennen das den 1944er-Schnitt, und das ist selbstverständlich grausam, seitdem das Haareschneiden öffentlich geschieht, das ist heute, wo das geschieht.» In Frankreich wurden einige dieser Frauen standrechtlich erschossen.
Norwegen und Dänemark waren die einzigen Länder, die Frauen deswegen in Lager internierten. Einigen wurden die Haare abgeschnitten, dem öffentlichen Spott ausgesetzt und ihre Namen wurden in illegalen Zeitungen veröffentlicht. In einem Zitat aus der norwegischen Zeitung Dagsavisen Arbeiderbladet heißt es:

«Å ta håret av en tyskerhore er for mild straff, de skal hates og plages på alle måter, både mannlige og kvinnelige landssvikere.»

„Das Haar einer Deutschenhure abzuschneiden, ist eine zu milde Strafe, die sollten in jeder Hinsicht gehasst und drangsaliert werden, sowohl männliche als auch weibliche Landesverräter.“

Eine betroffene Frau aus Dänemark sagte: «Wir Frauen wurden ja eigentlich schlechter behandelt als die Deutschen selbst.»

### Internierung
Ein Verhältnis mit einem deutschen Mann zu haben, reichte nach der norwegischen Gesetzgebung für Landesverrat nicht aus, angezeigt zu werden. Trotzdem wurden zwischen dem Mai 1945 und dem darauffolgenden Winter zwischen 3000 und 5000 Frauen ohne Gerichtsbeschluss, anwaltlichen Rechtsbeistand oder Möglichkeit zur Berufung interniert. In einigen Lagern war die Disziplin so streng, dass es strafbar war, die Haare zu bürsten. Zudem wurde davor gewarnt, dass die Wachen bei Bedarf das Feuer eröffneten. Als Strafe für ihre Kollaboration wurden Norwegerinnen auch beim Räumen von Massengräbern eingesetzt. Als Rechtsgrundlage zog man die „provisorische Anordnung“ vom 12. Juni 1945 heran, die sich der Abwehr von Geschlechtskrankheiten widmete. Das größte der etwa 40 Lager lag auf der Insel Hovedøya im Oslofjord. Hier war lediglich ein Drittel der 1100 Insassinnen mit Syphilis oder Gonorrhoe angesteckt. 2010 weigerte sich der norwegische Reichsarchivar, Einsicht in das Material über die Insassinnen auf Hovedøya im „Reichsarchiv“ (Riksarkivet) zu gewähren, da das der Schweigepflicht über Personenauskunft unterliegt. Eine Klage beim norwegischen Kulturdepartement führte zu keinem Erfolg. Das eingeforderte Material sollte für einen Dokumentarfilm über die staatlichen Internierungslager für tyskerjenter in den Jahren 1945 bis 1946 verwendet werden.

### Beamtenanordnung
Allen öffentlich angestellten Tyskertøser wurde ihre Stelle gekündigt, begründet mit einer provisorischen Anordnung der norwegischen Exilregierung in London vom 26. Februar 1943. Diese „Beamtenanordnung“ (Tjenestemannsanordningen) verfügte, dass sogenanntes „unnationales Verhalten“ zur Kündigung der Stelle beim Staat oder der Kommune führte. Es wurde weder Rücksicht darauf genommen, ob das „unnationale Verhalten“ vor der Einführung der Anordnung im Jahr 1943 stattfand, noch darauf, ob es nur mittels Gerüchten über die Person dokumentiert werden konnte. Andere wurden von der Familie oder aus dem sozialen Umfeld ausgestoßen.

### Abschiebung
Es wird veranschlagt, dass zwischen 50.000 und 100.000 norwegische Frauen ein Verhältnis zu deutschen Soldaten oder Offizieren hatten. 1945 gab es auf jeder siebten Hochzeit in Norwegen einen deutschen Bräutigam. Über 3000 norwegische Frauen heirateten einen Deutschen, ohne dass sie ahnten, dass sie damit ihre Staatsbürgerschaft aufs Spiel setzen würden. Das norwegische Staatsbürgergesetz von 1924 verfügte, dass eine norwegische Frau, die einen Ausländer heiratete, norwegische Staatsbürgerin blieb, solange sie in Norwegen wohnte. Doch mit der provisorischen Anordnung vom 17. August 1945, die ein Jahr später vom Storting eingeführt wurde, änderte sich das.
Im Antrag Nr. 136 des norwegischen Stortingsgremiums Odelsting, vertreten vom Staatsrat Jens Christian Hauge, hieß es:

«Størsteparten av disse gifte kvinnene har ved sin omgang med okkupasjonsmaktens soldater og tjenestemenn opptrådt på en høyst uverdig måte. I og med at de inngår ekteskap med tyskere, bør deres politiske tilknytning til Norge være brutt. Og det er meget ønskelig at de forlater vårt land så snart som mulig.»

„Der Großteil dieser verheirateten Frauen ist bei ihrem Umgang mit den Soldaten und Beamten der Besatzungsmacht in einer höchst unwürdigen Weise aufgetreten. Weil sie eine Ehe mit Deutschen eingehen, sollte ihre politische Verbindung zu Norwegen abgebrochen sein. Und es ist sehr wünschenswert, dass sie unser Land so schnell wie möglich verlassen.“

Damit wären die Frauen deutsche Staatsbürger geworden, selbst wenn sie im Heimatland wohnten. Und als Deutsche wären sie aus Norwegen ausgewiesen worden.
Der Professor Johannes Bratt Andenæs, bekannt als Johs. Andenæs, protestierte dagegen im norwegischen Wochenblatt Verdens Gang:

«Man utviser ikke landssvikere, ikke tyskertøser og deres barn, bare akkurat denne kategori som har fått sitt forhold legalisert ved ekteskap, og deres barn. Hvis man sier at det å gifte seg med en tysker er et så uverdig forhold for en norsk kvinne at hun bør miste sitt norske statsborgerskap og utvises, må det være like uverdig for en norsk mann å gifte seg med en tysk kvinne.»

„Man weist keine Landesverräter, keine Tyskertøser und ihr Kind aus, einfach nur akkurat diese Kategorie, die ihr Verhältnis bei der Eheschließung legalisiert hat, und ihr Kind. Wenn man sagt, dass das Heiraten mit einem Deutschen ein so unwürdiges Verhältnis für eine norwegische Frau sei, dass sie ihre norwegische Staatsbürgerschaft verlieren und ausgewiesen werden sollte, müsste das genauso unwürdig für einen norwegischen Mann sein, sich mit einer deutschen Frau zu verheiraten.“

28 norwegische Männer heirateten eine deutsche Frau während des Krieges. Dieser Gruppe wurde nie die Deportation angedroht.
1950 wurde das Staatsbürgergesetz geändert. Norwegische Frauen, die mit einem Ausländer verheiratet waren, konnten ihre norwegische Staatsbürgerschaft behalten, auch wenn sie sich im Ausland niederließen. Die Ehefrauen konnten nach Hause schreiben und ihre norwegische Staatsbürgerschaft wiedererlangen. Ein neuer Pass wurde per Post zugeschickt, solange das bis 1955 beantragt wurde. Doch im § 13 dieses Gesetzes gab es eine Ausnahme: sie mussten sich wieder in Norwegen niederlassen, wenn sie einen norwegischen Pass wünschten. Bemerkenswert viele dieser Ehefrauen waren bis 1955 in Norwegen und ersuchten bei der Polizei um die Rückgabe der Staatsbürgerschaft. Da aber niemand die neuen Bestimmungen kannte, wurden die Ehepaare wieder aus Norwegen ausgewiesen.
Besonders schlecht gestellt waren die, die in der DDR gelandet waren. Deutsche Männer mit einer Frau aus dem Westen hatten in den Nachkriegsjahren Probleme, eine Arbeit zu bekommen. Diese Ehepaare waren in der DDR genauso unerwünscht wie in Norwegen. Viele von ihnen waren für über zehn Jahre staatenlos. Mit dem DDR-Pass durfte die Ehefrau Norwegen nur bei einem Todesfall in der Familie besuchen, und das nur unter der Voraussetzung, dass die Familie die Reise bezahlte. Der norwegische Rundfunk (Norsk rikskringkasting, kurz NRK) beschäftigte sich in zwei Programmen von 1998 mit dem Schicksal der Ehefrauen aus dem Krieg. Das Storting nahm sich der Sache an und entfernte den § 13 aus dem norwegischen Gesetz. Seit 1989 konnten die Frauen wieder norwegische Staatsbürger werden, aber nur, wenn sie zurück nach Norwegen zogen. Zwischenzeitlich entkamen sie der Forderung, nach der man zwei Jahre in Norwegen wohnen musste, so wie es sonst üblich war, bevor man erneut in die norwegische Staatsbürgerschaft einwilligte. Seit dem Mai 1989 konnten die Ehefrauen aus dem Krieg also wählen, ob sie in Deutschland wohnen bleiben wollten oder sich in Norwegen niederließen und ihre Staatsbürgerschaft zurückerhielten. Für die meisten war das wenig attraktiv, und die, die in der DDR wohnten, kamen vor dem November 1989 kaum über die Grenze. Die betroffenen Frauen meinten, dass sie genauso die Wahl haben sollten, wie es den norwegischen Frauen in den Jahren von 1950 bis 1955 zustand, als man den Pass mit der Post zugeschickt bekam. Doch sämtliche Anträge in dieser Hinsicht trafen auf Ablehnung.

### Kriegspension
Wenn eine Frau Witwe wird, nachdem ihr Mann mit bewilligter Kriegspension (krigspensjon) gestorben ist, wird in Norwegen ihre Vergangenheit untersucht. Bei ihr wird die Kriegspension nicht weitergeführt, wenn sie als ehemaliges Mitglied der Nasjonal Samling registriert ist. 92.805 Norweger wurden während eines Rechtsstreits auf Landesverrat untersucht. Davon wurden 37.150 Verfahren wegen mangelnder Beweislast eingestellt. Die Unterlagen der Verfahren werden im Reichsarchiv aufbewahrt. Wenn eine Witwe beantragt, die Kriegspension ihres Mannes zu übernehmen, nimmt die staatliche Versicherungsanstalt für Sozialetats in Norwegen, das Rikstrygdeverket, automatisch Kontakt mit dem Reichsarchiv auf, um herauszufinden, ob die Antragstellerin Mitglied der Nasjonal Samling war oder sexuellen Umgang mit einem Deutschen hatte. In so einem Fall wird das Gesuch abgewiesen, auch wenn ihr Verfahren damals eingestellt wurde.

## In anderen Nationen

### Dänemark
Auch in Dänemark wurden Frauen, die sich mit Mitgliedern der deutschen Besatzer einließen, unter anderem als „Tyskertøser“ und „Feltmadras“ (Feldmatratze) bezeichnet.

### Niederlande
In den Niederlanden gab es eine Vielzahl von Begriffen für Frauen mit Liebschaften mit deutschen Besatzern. Diese reichten von „Moffenmeid“ („Deutschenmädchen“), „Moffenhoer“ („Deutschenhure“), „Moffenmatras“ („Deutschenmatratze“) bis zu „Hunnebed“ („Hunnenbett“) und „Puinhoer“ („Trümmerhure“). Auch diese Frauen waren nach der Befreiung des Landes durch die Alliierten vielfältigen Repressalien durch die Bevölkerung ausgesetzt.

### Frankreich
Eine der bekanntesten unter den französischen Tyskertøsern ist die Modeschöpferin Coco Chanel (1883–1971), die fast drei Jahre mit ihrem dreizehn Jahre jüngeren Liebhaber Hans Günther von Dincklage (1896–1974), Sonderbeauftragter des Reichspropagandaministeriums in Frankreich, im Pariser Hotel Ritz wohnte. Nach dem Krieg wurde sie als Kollaborateurin verhaftet. In der Anhörung sagte sie, dass sie sich in ihrem Alter, sie war in den Fünfzigern, aus der Nationalität des Mannes nichts machte.
Eine andere Tyskertøs aus Frankreich war die französische Schauspielerin Arletty (1898–1992), die die Hauptrolle in dem bekannten Film Kinder des Olymp (1943/45) spielte. Nach einer Premiere wurde sie für zwei Monate als Kollaborateurin im Gefängnis interniert, da sie eine Affäre mit dem deutschen Luftwaffenoffizier Hans-Jürgen Soehring (1908–1960) hatte.

## Tyskerbarn
1996 kam es zu einer Untersuchung, in der die Zahl von norwegischen Frauen, die ein Verhältnis zu deutschen Soldaten hatten, auf 70.000 veranschlagt wird. In derselben Untersuchung zeigt sich, dass 8364 Tyskerbarna, das heißt von Deutschen und Österreichern mit Norwegerinnen gezeugte Besatzungskinder während des Zweiten Weltkriegs, aus diesen Beziehungen hervorgegangen sind. Eine weitere Erkenntnis war, dass die meisten Tyskerbarn bezogen auf die Einwohnerzahl in den Fylken Vestlandet (Bergen), Trøndelag und Nord-Norge geboren wurden, während Østlandet und Sogn og Fjordane die wenigsten zählten. Der Geschichtsprofessor Tore Pryser erklärt die Zahlen damit, dass die deutsche Aktivität vor Ort entscheidend für die Anzahl der Tyskerbarn war: «In Teilen der Finnmark kamen zehn Deutsche auf einen Norweger, und das erklärt den hohen Anteil an Tyskerbarn in dieser Gegend». Dort, wohin deutsche Truppen verlegt worden waren, war die Anzahl an Tyskerbarn höher.
Auf den Kanalinseln, wo die Bevölkerung teilweise evakuiert wurde, lag das Verhältnis zwischen Lokalbevölkerung und Deutschen bei 2:1, auf der Insel Guernsey kam ein Deutscher auf einen Einheimischen. In den Kriegsjahren stieg die Anzahl der unehelichen Kinder auf das Doppelte in Jersey und auf das Vierfache auf Guernsey dort, wo in dieser Inselregion die meisten Deutschen stationiert waren.
Ein frühes Schlaglicht auf das Schicksal der „Deutschenmädchen“ warf die Biografie von Anni-Frid Lyngstad, einer der beiden Sängerinnen der Pop-Gruppe ABBA. In Norwegen geboren und später in Schweden aufgewachsen ist sie eine der bekanntesten Tyskerbarn. Sie war 1945 als sogenanntes „Tyskerjente“ einer 19-Jährigen und eines deutschen Soldaten, der in Narvik stationiert war, zur Welt gekommen. Aus einem Beitrag in der Zeitschrift Bravo erfuhr Lyngstad 1977, dass ihr Vater keineswegs in den letzten Kriegstagen gefallen war, sondern in Gunzenhausen in Franken lebte.

## Offizielle Entschuldigung der norwegischen Regierung
Am 17. Oktober 2018 bat die norwegische Regierung Frauen, die aufgrund ihrer Beziehungen zu deutschen Soldaten diskriminiert worden waren, offiziell um Entschuldigung. „Die norwegischen Behörden haben den Grundprinzipien des Rechtsstaats zuwidergehandelt. Kein Bürger darf ohne Urteil oder Gesetz verurteilt werden“, so Ministerpräsidentin Erna Solberg. Die Politikerin räumte ein, dass die Entschuldigung sehr spät komme, da die meisten der Frauen inzwischen nicht mehr leben. Das Ausmaß ihres Schicksals sei erst in den vergangenen Jahren bekannt geworden.

### Artikelserie von Helle Aarnes in der Bergens Tidende
- Helle Aarnes in Bergens Tidende vom 22. März 2008: Moren lobotomert av norske leger, abgerufen am 12. August 2010 (norwegisch)
- Helle Aarnes in Bergens Tidende vom 15. März 2008: Tyskerjentenes livslange straff, abgerufen am 12. August 2010 (norwegisch)
- Helle Aarnes in Bergens Tidende vom 19. März 2008: «Åndssvake» tyskerbarn skulle i fangeleir, abgerufen am 12. August 2010 (norwegisch)
- Helle Aarnes in Bergens Tidende vom 16. März 2008: De brøt ingen lov, abgerufen am 12. August 2010 (norwegisch)
- Helle Aarnes in Bergens Tidende vom 15. März 2008: Hvor mange var de egentlig?, abgerufen am 12. August 2010 (norwegisch)
- Helle Aarnes in Bergens Tidende vom 15. März 2008: 599 kvinner i Bergen mistet statsborgerskapet, abgerufen am 12. August 2010 (norwegisch)
- Helle Aarnes in Bergens Tidende vom 19. März 2008: Bill. mrk: Jentebarn gis bort, abgerufen am 12. August 2010 (norwegisch)
- Helle Aarnes in Journalisten vom 22. Dezember 2008: Prestisje og faktafeil Helle Aarnes, Autor der Serie über Tyskertøser in der Bergens Tidende, nimmt Stellung zu angeblichen Fehlern, abgerufen am 12. August 2010 (norwegisch)
- Bergens Tidende vom 19. März 2008: Rettsstat på prøve, abgerufen am 12. August 2010 (norwegisch)

### Sonstige Weblinks
- Justits- og Politidepartementet: Retningslinjer for behandling av statsborgerskapssaker, abgerufen am 12. August 2010 (norwegisch)